# Diaminopyrimidine

Structure de la triméthoprime.

Les diaminopyrimidines sont des antibactériens de synthèse, bactériostatiques. Ils sont caractérisés par la présence de 2 groupes amine sur un cycle pyrimidine.
Le triméthoprime est une diaminopyrimidine. Il est souvent associé aux sulfamides antibactériens car cette combinaison est considérée comme synergique, bien que la pertinence de cette synergie ait été remise en question. La sulfadoxine est associée en médecine vétérinaire au triméthoprime. L'association est bactéricide.